# Москаленки (Киевская область)
Москале́нки (укр. Москаленки) — село, входит в Богуславский район Киевской области Украины.
Население по переписи 2001 года составляло 458 человек. Почтовый индекс — 09742. Телефонный код — 4561. Занимает площадь 1,9 км². Код КОАТУУ — 3220684801.

## Местный совет
09700, Киевская обл., Богуславский р-н, с. Москаленки